# ونگنور
ونگنور (به انگلیسی: Venganoor) یک روستا در هند است که در Thiruvananthapuram district واقع شده‌است.